# Chemin de fer Toronto, Grey et Bruce

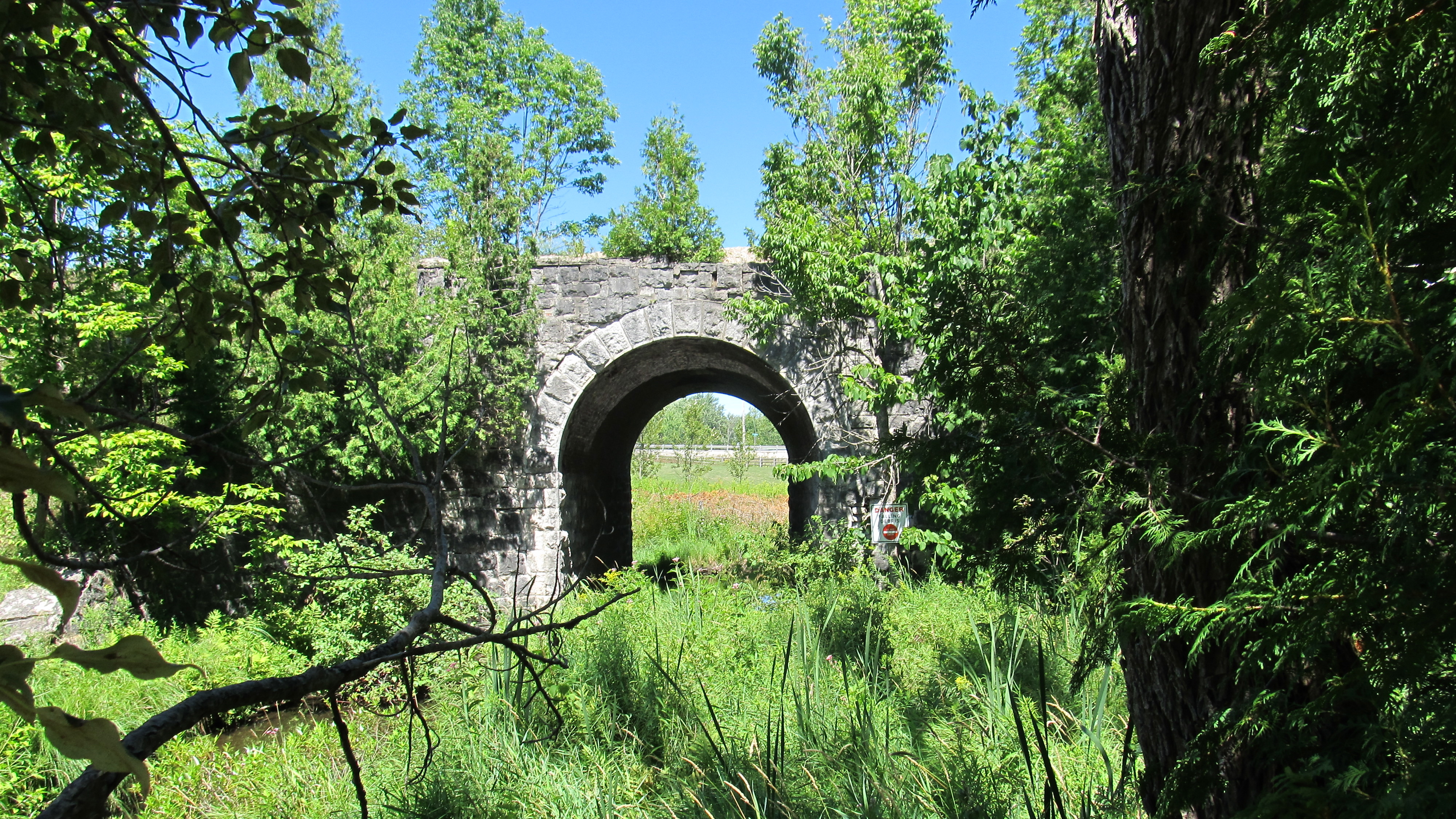
Pont sur la ligne à Owen Sound

Le chemin de fer Toronto, Grey et Bruce a été commencé en 1868 avec la construction d'une voie étroite de Toronto au Comté de Grey et le Comté de Bruce en Ontario, Canada.